# Philip Yancey
Philip Yancey (urodzony w 1949) – amerykański pisarz chrześcijański. Jeden z najbardziej popularnych autorów ewangelicznych (14 milionów sprzedanych książek na świecie), liczne przekłady (w tym na język polski) oraz prestiżowe nagrody. Dwie z jego książek (The Jesus I Never Knew, 1996 i What's So Amazing About Grace, 1998) zostały uhonorowane przez Evangelical Christian Publishers Association (ECPA) nagrodą "Chrześcijańska książka roku". W Polsce książki Yanceya ukazują się nakładem Wydawnictwa Credo. Przez wiele lat Yancey pisał dla takich magazynów, jak: Christianity Today, Reader’s Digest, The Saturday Evening Post, Publishers Weekly, Chicago Tribune, Eternity, Moody Monthly oraz National Wildlife. Mieszka w Kolorado i jest redaktorem Christianity Today oraz członkiem komitetu redakcyjnego Books & Culture (magazynu powiązanego z Christianity Today).

## Twórczość
- After the Wedding, 1976
- Where Is God When It Hurts?, 1977, Gold Medallion Book Award, 1990, 2001, ISBN 0-310-35411-0
- Secrets of the Christian Life, 1979 (wspólnie z Timem Staffordem), pierwsze wydanie pod tytułem Unhappy Secrets of the Christian Life, ISBN 0-310-35481-1
- Fearfully and Wonderfully Made, 1980 (wspólnie z Paulem W. Brandem), Gold Medallion Book Award, ISBN 0-310-35451-X
- Open Windows, 1982, ISBN 0-8407-5960-6
- Insight, 1982
- In His Image, 1984 (wspólnie z Paulem W. Brandem), Gold Medallion Book Award, ISBN 0-310-35501-X
- NIV Student Bible, 1986 (wspólnie z Time Staffordem), Gold Medallion Book Award, ISBN 0-310-92664-5
- Disappointment With God, 1988, Gold Medallion Book Award, książka roku Christianity Today, ISBN 0-310-51780-X
- I Was Just Wondering, 1989, wybór fragmentów z wcześniejszych publikacji, ISBN 0-86347-460-8
- Praying with the KGB: A Startling Report from a Shattered Empire, 1992, ISBN 0-88070-511-6
- Discovering God: A Devotional Journey Through the Bible, 1993
- Pain: The Gift Nobody Wants, 1993 (wspólnie z Paulem W. Brandem), nowe wydanie 1997 pod tytułem The Gift of Pain, Gold Medallion Book Award, ISBN 0-06-017020-4
- The Jesus I Never Knew, 1995, Gold Medallion Book Award, książka roku ECPA, ISBN 0-310-38570-9
- Finding God in Unexpected Places, 1995, 2005, ISBN 0-385-51309-7, ISBN 978-0-8355-1309-8
- What's So Amazing About Grace?, 1997, Gold Medallion Book Award, książka roku ECPA, ISBN 0-310-21327-4
- The Bible Jesus Read, 1999, Gold Medallion Book Award, ISBN 0-310-22834-4
- Reaching for the Invisible God, 2000
- Meet the Bible: A Panorama of God's Word in 366 Daily Readings and Reflections, 2000 (wspólnie z Brendą Quinn)
- Soul Survivor: How Thirteen Unlikely Mentors Helped My Faith Survive the Church, 2001, ISBN 0-385-50274-5
- Church: Why Bother?: My Personal Pilgrimage, 2001, Gold Medallion Book Award, ISBN 0-310-20200-0
- Soul Survivor: How Thirteen Unlikely Mentors Helped My Faith Survive the Church, 2002, ISBN 978-0-385-50275-7
- Rumors of Another World, 2003, ISBN 0-310-25217-2
- In the Likeness of God, 2004, połączone wydanie: Fearfully and Wonderfully Made oraz In His Image, ISBN 0-310-25742-5
- Designer Sex, 2005, broszura
- When We Hurt : Prayer, Preparation & Hope for Life's Pain, 2006
- Prayer: Does It Make Any Difference?, 2006, ISBN 0-310-27105-3, ISBN 978-0-310-27105-5

## Polskie przekłady
- Rozczarowany Bogiem, Wydawnictwo Pojednanie, Lublin 1993. ISBN 83-85646-21-3
- Zaskoczeni łaską, Wydawnictwo Credo, Katowice 2003. ISBN 83-917805-6-2
- Pogłoski o tamtym świecie, Wydawnictwo Credo, Katowice 2005. ISBN 83-920164-4-0
- Jezus jakiego nie znałem, Wydawnictwo Credo, Katowice 2007. ISBN 978-83-60131-07-7
- Modlitwa. Czy to działa?, Wydawnictwo Credo, Katowice 2010. ISBN 978-83-60131-31-2
- Sposób na niewidzialnego Boga, Wydawnictwo Credo, Katowice 2010. ISBN 978-83-60131-36-7